# 西爪龍屬
西爪龍屬（學名：Hesperonychus）屬於馳龍科，是種小型肉食性恐龍。化石發現於加拿大亞伯達省的恐龍公園組，年代為白堊紀晚期的坎潘階，約7,650萬年前。

## 敘述

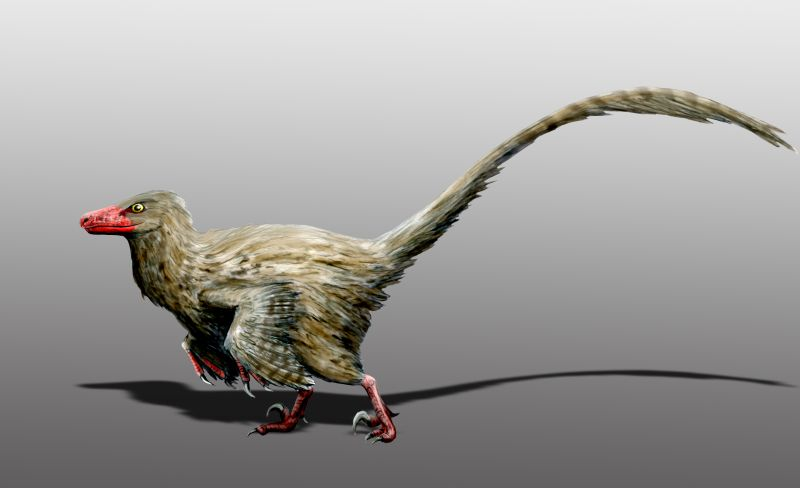
復原圖

西爪龍的化石是一個部分骨盆，是在1982年由加拿大皇家蒂勒爾博物館的海洋爬行動物館長伊麗莎白·尼科爾斯（Elizabeth Nicholls）所發現，發現於恐龍省立公園。20多年來，化石沒有經過研究，直到2009年，尼克拉斯·朗里奇（Nicholas Longrich）與菲力·柯爾（Phil Currie）公佈了此一標本的研究。模式種是伊氏西爪龍（H. elizabethae），也是目前唯一的種；屬名意為「西部的爪」，種名則是以發現化石的伊麗莎白·尼科爾斯為名。
西爪龍的恥骨已癒合，代表這個小型恐龍已是成年個體，而非幼年個體。朗里奇與柯爾估計西爪龍的身長小於1公尺，體重約1.9公斤，使牠們成為已知最小型的北美洲肉食性恐龍。阿瓦拉慈龍科亞伯達爪龍的化石也發現於北美洲，體型更小，但可能以昆蟲為食。除了部份骨盆以外，皇家蒂勒爾博物館的一些小型手指、腳趾骨頭也被歸類於西爪龍。

## 分類
在命名西爪龍時，朗里奇與柯爾也提出該物種的系統發生學研究。他們將西爪龍歸類於小盜龍亞科。小盜龍亞科是馳龍科的一個演化支，過去被認為只分佈於白堊紀早期的東亞。
西爪龍的發現，使小盜龍亞科的地理分佈、生存年代擴大。在發現西爪龍之前，小盜龍是已知最晚期的小盜龍亞科，生活於白堊紀早期的阿普第階；西爪龍的生存時期晚於小盜龍約4,500萬年，是目前已知最晚期的小盜龍亞科。斑比盜龍也生存於白堊紀晚期的北美洲，有時也被歸類於小盜龍亞科；朗里奇與柯爾的2009年研究則提出斑比盜龍較接近於蜥鳥盜龍。

## 古生物學
小盜龍亞科是群小型恐龍，部分物種可能有飛行或滑翔能力。朗里奇與柯爾認為西爪龍的體型較大，接近中華龍鳥，因此可能無法如小盜龍般滑翔、或飛行。雖然如此，小盜龍亞科的彼此體型差異並不大，與其他馳龍類相比，體型仍然非常小。
在白堊紀晚期的歐洲與亞洲，已發現小型肉食性恐龍的化石，而北美洲長期以來都沒有發現。以現代生態系統為例，溫血哺乳類佔有小型肉食性動物的生態位，這些小型肉食性動物的物種數量超過大型肉食性動物。近年來古生物學界多認為恐龍是溫血動物，過去都沒有發現白堊紀晚期的北美洲小型肉食性恐龍，造成研究上的斷層。西爪龍的發現，填補了北美洲的小型肉食性動物的生態位。由於皇家蒂勒爾博物館將一些標本歸類於西爪龍，使西爪龍的標本超過10個，而同時代的蜥鳥盜龍有30個，馳龍只有2個，顯示西爪龍是種相當常見的小型恐龍。
該地區發現的另一小型肉食性動物是哺乳類的始負鼠（Eodelphis），體重約600公克。過去的理論認為，小型恐龍的競爭，妨礙哺乳類演化成更大的體型；朗里奇與柯爾提出不同的推測，來自哺乳類的競爭，反而阻礙小型恐龍演化出更小的體型。

## 外部連結
- （中文）加拿大发现北美最小的恐龙[永久]
- （中文）北美发现鸡一般大小食肉恐龙化石 （页面存档备份，存于）
- （英文）加拿大挖出北美洲的最小型肉食性恐龍。(附體型比較圖) （页面存档备份，存于） - BBC新聞